# Lorik Cana
Lorik Cana (født 27. juli 1983) er en albansk fodboldspiller, der spiller for Lazio. Han spiller på den defensive midtbane for både klub og landshold. Lorik Cana bliver beskrevet som en hårdt arbejdende midtbanespiller, der er meget aggressiv. Lorik Cana giver den fuldt ud i tacklingerne og det har ført ham til top niveau. Han bliver også beskrevet som en naturlig leder på holdt, han har dog også været anfører for flere hold heriblandt Paris Saint-Germain, Olympique Marseille og Sunderland. 
Sommeren 2011 fik han en transfer til den italienske storklub SS Lazio fra det tyrkisk hold Galatasaray. Han har tidligere spillet for hold som Olympique Marseille, Sunderland og Galatasaray.
Lorik Cana er pt. viceanfører for det albanske landshold. Han begyndte sin senior karriere Paris Saint-Germain, hvor efter han tog turen til Olympique Marseille, Sunderland, Galatasaray og i dag spiller for SS Lazio. Som ungdomsespiller spillede han for FC Lausanne og Paris Saint-Germain
I hans første sæson hos SS Lazio, nåede holdet at komme på 4. pladsen.
Lorik Cana er søn af den tidligere albanske fodboldspiller Agim Cana.